# Lluís IV del Sacre Imperi Romanogermànic
Lluís IV de Baviera (Múnic, 1282- Fürstenfeldbruck, 1347), també conegut com a Ludovic IV de Baviera, fou emperador del Sacre Imperi Romanogermànic entre 1328 i 1346. També va ser duc de l'Alta Baviera (1294-1347), comte palatí del Rin i rei d'Itàlia (1327-1347).

## Família
Era fill de Lluís II el Sever duc de l'Alta Baviera i comte palatí del Rin, i de Matilde d'Habsburg. Era membre de la dinastia dels Wittelsbach.
|  |                                   |  |  |  |  |  |  |  |  |  |  |  |  |  |  |  |
|  | Duc Lluís I de Baviera            |  |  |  |  |  |  |  |  |  |  |  |  |  |  |  |
|  |                                   |  |  |  |  |  |  |  |  |  |  |  |  |  |  |  |
|  |                                   |  |  |  |  |  |  |  |  |  |  |  |  |  |  |  |
|  | Duc Otó II de Baviera             |  |  |  |  |  |  |  |  |  |  |  |  |  |  |  |
|  |                                   |  |  |  |  |  |  |  |  |  |  |  |  |  |  |  |
|  |                                   |  |  |  |  |  |  |  |  |  |  |  |  |  |  |  |
|  | Ludimila de Bohèmia               |  |  |  |  |  |  |  |  |  |  |  |  |  |  |  |
|  |                                   |  |  |  |  |  |  |  |  |  |  |  |  |  |  |  |
|  |                                   |  |  |  |  |  |  |  |  |  |  |  |  |  |  |  |
|  | Lluís II de Baviera               |  |  |  |  |  |  |  |  |  |  |  |  |  |  |  |
|  |                                   |  |  |  |  |  |  |  |  |  |  |  |  |  |  |  |
|  |                                   |  |  |  |  |  |  |  |  |  |  |  |  |  |  |  |
|  | 10. Enric V, comte palatí del Rin |  |  |  |  |  |  |  |  |  |  |  |  |  |  |  |
|  |                                   |  |  |  |  |  |  |  |  |  |  |  |  |  |  |  |
|  |                                   |  |  |  |  |  |  |  |  |  |  |  |  |  |  |  |
|  | Agnès del Palatinat               |  |  |  |  |  |  |  |  |  |  |  |  |  |  |  |
|  |                                   |  |  |  |  |  |  |  |  |  |  |  |  |  |  |  |
|  |                                   |  |  |  |  |  |  |  |  |  |  |  |  |  |  |  |
|  | 11. Agnès de Hohenstaufen         |  |  |  |  |  |  |  |  |  |  |  |  |  |  |  |
|  |                                   |  |  |  |  |  |  |  |  |  |  |  |  |  |  |  |
|  |                                   |  |  |  |  |  |  |  |  |  |  |  |  |  |  |  |
|  | Emperador Lluís IV el Bavarès     |  |  |  |  |  |  |  |  |  |  |  |  |  |  |  |
|  |                                   |  |  |  |  |  |  |  |  |  |  |  |  |  |  |  |
|  |                                   |  |  |  |  |  |  |  |  |  |  |  |  |  |  |  |
|  | 12. Albert IV d'Habsburg          |  |  |  |  |  |  |  |  |  |  |  |  |  |  |  |
|  |                                   |  |  |  |  |  |  |  |  |  |  |  |  |  |  |  |
|  |                                   |  |  |  |  |  |  |  |  |  |  |  |  |  |  |  |
|  | Rei Rodolf I d'Alemanya           |  |  |  |  |  |  |  |  |  |  |  |  |  |  |  |
|  |                                   |  |  |  |  |  |  |  |  |  |  |  |  |  |  |  |
|  |                                   |  |  |  |  |  |  |  |  |  |  |  |  |  |  |  |
|  | Hedwiga de Kyburg                 |  |  |  |  |  |  |  |  |  |  |  |  |  |  |  |
|  |                                   |  |  |  |  |  |  |  |  |  |  |  |  |  |  |  |
|  |                                   |  |  |  |  |  |  |  |  |  |  |  |  |  |  |  |
|  | Matilde d'Habsburg                |  |  |  |  |  |  |  |  |  |  |  |  |  |  |  |
|  |                                   |  |  |  |  |  |  |  |  |  |  |  |  |  |  |  |
|  |                                   |  |  |  |  |  |  |  |  |  |  |  |  |  |  |  |
|  | Comte Burcard V de Hohenberg      |  |  |  |  |  |  |  |  |  |  |  |  |  |  |  |
|  |                                   |  |  |  |  |  |  |  |  |  |  |  |  |  |  |  |
|  |                                   |  |  |  |  |  |  |  |  |  |  |  |  |  |  |  |
|  | Gertrudis de Hohenburg            |  |  |  |  |  |  |  |  |  |  |  |  |  |  |  |
|  |                                   |  |  |  |  |  |  |  |  |  |  |  |  |  |  |  |
|  |                                   |  |  |  |  |  |  |  |  |  |  |  |  |  |  |  |
|  | Mectilda de Tübingen              |  |  |  |  |  |  |  |  |  |  |  |  |  |  |  |
|  |                                   |  |  |  |  |  |  |  |  |  |  |  |  |  |  |  |
|  |                                   |  |  |  |  |  |  |  |  |  |  |  |  |  |  |  |

L'any 1308 Lluís es va casar amb Beatriu de Świdnica o de Silèsia (1290-1322). Els fills de la parella foren:
- Matilde (vers 1313- 2 de juliol de 1346), es va casar amb el marcgravi de Meißen Frederic II.
- Un fill sense nom (1314)
- Anna (ver 1316-29 de gener de 1319)
- Lluís V (1316-1361), duc de l'Alta Baviera (Lluís V), comte de Tirol i marcgravi de Brandenburg com a Lluís I.
- Agnès (vers 1318-?)
- Esteve II (1319–1375), duc de Bavaria i després de Baixa Baviera

El 1324 es va casar en segones núpcies amb Margarida d'Holanda (1311-1356), comtessa d'Hainaut, Holanda i Zelanda. Van tenir els següents fills: 
- Margarida (1325-1374), casada en primeres núpcies (1351) amb el duc Ofen Esteve d'Eslavònia (fill de Carles d'Hongria), i en segones núpcies (1357 o 1358) amb Gerlach de Hohenlohe.
- Anna (vers 1326-3 de juny de 1361), casada amb Joan I de la Baixa Baviera.
- Lluís (1328-1365), dit el Romà, esdevindrà duc de l'Alta Baviera com a Lluís VI i elector de Brandenburg.
- Elisabet (1329-2 d'agost de 1402), es va casar en primeres núpcies amb el senyor de Verona Cangrande II della Scala (+1359), i en segones núpcies amb el comte Ulric de Württemberg (+1362).
- Guillem (1330-1389), que fou duc de la Baixa Baviera com a Guillem I, i comte d'Hainaut com a Guillem III.
- Albert (1336-1404), que fou duc de la Baixa Baviera, comte d'Hainaut i d'Holanda com a Albert I.
- Otó (1346-1379), duc de l'Alta Baviera (OTó V o VII) i elector de Brandenburg (Otó VII)
- Beatriu (1344-25 de desembre de 1359), es casaria amb el rei Eric XII de Suècia.
- Agnès (1345-11 de novembre de 1352)
- Lluís (1347-1348)

### Biografia
Va ser educat en part a Viena i es va convertir en co·regent del seu germà Rodolf I a l'Alta Baviera el 1301 amb el suport de la seva mare Matilde d'Habsburg i el germà d'aquesta el rei Albert I; no obstant es va barallar amb els Habsburg des 1307 a causa de la regència de la Baixa Baviera (on governaven conjuntament els fills d'Enric XIII de Baviera o I de Wittelsbach, oncle de Lluís) encomanada a Frederic I d'Habsburg el Bell, duc d'Àustria, n amic d'infància amb el que Lluís s'havia criat. Una guerra civil contra el seu germà Rodolf fou causa de noves disputes sobre el repartiment de les seves terres però es va acabar el 1313, quan es va signar la pau a Múnic. Amb Frederic I d'Habsburg el Bell, duc d'Àustria, un amic d'infància amb el que s'havia criat, al qual s'havia encomanat la regència del ducat de Baixa Baviera. La lluita contra Frederic va acabar el 9 de novembre de 1313, quan Frederic va ser derrotat per Lluís a la batalla de Gamelsdorf i va haver de renunciar a la tutela dels joves ducs.

### Elecció com a emperador i conflicte amb els Habsburg
L'any 1314, després de la mort de l'emperador Enric VII, el partit luxemburguès va descartar a Joan de Bohèmia com aspirant a causa de la seva joventut i va presentar a Lluís que així va rivalitzar pel tron de l'imperi amb el seu amic d'infància el duc Frederic I d'Habsburg el Bell, duc d'Àustria. Lluís fou elegit a Frankfurt (octubre de 1314) com a emperador per cinc vots a favor (encapçalats per l'arquebisbe elector de Magúncia Pere d'Aspelt, que va arrossegar els vots de quatre altres (l'arquebisbe elector de Trèveris Balduí, el rei elector de Bohèmia, Joan de Bohèmia, i el duc de Saxònia Joan II de Saxònia-Lauenburg i l'elector Valdemar de Brandenburg) i dos en contra (entre els quals l'arquebisbe elector de Colònia Enric II) que a Bonn va fer una elecció alternativa, amb ell mateix, el deposat elector de Bohèmia Enric, Rodolf elector palatí que era germà però rival del mateix Lluís IV i el duc Rodolf de Saxònia-Wittenberg, reunint així quatre vots suficients per proclamar emperador a Frederic. Lluís fou coronat ràpidament a Aquisgrà per Pere de Aspelt, mentre que Frederic va ser coronat a Bonn pel Príncep-Elector de Colònia Enric II. En el subsegüent conflicte entre ambdós reis Lluís va reconèixer el 1316 la independència de Suïssa amb relació a la dinastia dels Habsburg. Com que l'elecció de Lluís com a cap de l'imperi havia estat força accidentada, el papa Joan XXII no va reconèixer a Lluís com a emperador i li va demanar que no exercís en aquest càrrec. A més també deia que quan l'imperi no tingués ningú per heretar-lo l'administració d'aquest havia de passar al papa, cosa rebutjada per Lluís.
Després de diversos anys de sagnant guerra, la victòria finalment semblava a l'abast de Frederic, que estava fortament recolzat pel seu germà Leopold I d'Àustria. No obstant això, l'exèrcit de Frederic va ser al final decisivament derrotat en la batalla de Mühldorf el 28 setembre de 1322 prop d'Ampfing, on Frederic i 1300 nobles d'Àustria i Salzburg van ser capturats.
Lluís va tenir captiu a Frederic al castell de Trausnitz (Schwandorf) durant tres anys, però la resistència del germà de Frederic, Leopold, la retirada del rei de Bohèmia Joan de l'aliança, i l'interdicte del Papa el van induir a alliberar a Frederic pel tractat de Trausnitz de 13 de març de 1325. En aquest acord, Frederic finalment va reconèixer com a legítim governant a Lluís i es va comprometre a tornar a la captivitat si no tenia èxit en convèncer els seus germans de sotmetre's a Lluís. Com que no va aconseguir superar l'obstinació de Leopold, Frederic va tornar a Múnic i es va constituir en presoner, tot i que el Papa l'havia alliberat del seu jurament. Lluís, que va quedar impressionat per tal noblesa, va renovar la vella amistat amb Frederic i tots dos es van posar d'acord per governar l'Imperi en forma conjunta.
El Papa i els electors es van oposar fermament a aquest acord, i es va signar un altre tractat a Ulm el 7 de gener de 1326, segons el qual Frederic administraria Alemanya com a rei dels Romans, mentre que Lluís seria coronat com a emperador del Sacre Imperi a Itàlia. No obstant això, després de la mort de Leopold el 1326, Frederic es va retirar del govern de l'Imperi i va tornar a governar només Àustria. Va morir el 13 de gener de 1330.
Tot i la victòria de Lluís, el Papa Joan XXII encara es negava a ratificar la seva elecció, i el 1324 el va excomunicar, però la sanció va tenir un efecte menor que en anteriors conflictes entre els emperadors i el papat. En resposta a l'excomunicació, Lluís va fer l'apel·lació de Sachsenhausen en què afirmava que el pontífex no tenia dret a intervenir en l'elecció de l'emperador i que per tant el seu govern era completament legítim. També deia que Joan XXII era un heresiarca i que com a tal, el seu papat era il·lícit i, per tant, convocaria un concili per elegir un papa que es mereixés ser-ho.

### Coronació com a emperador i conflicte amb el papa
Després de la reconciliació amb els Habsburg el 1326, Lluís va marxar a Itàlia i va ser coronat rei d'Itàlia a Milà el 1327. Ja el 1323 Lluís havia enviat un exèrcit a Itàlia per protegir Milà contra el Regne de Nàpols, que era juntament amb França, l'aliat més fort del papat. Però ara el senyor de Milà Galeazzo I Visconti estava disposat des que era sospitós de conspirar amb el Papa.
El gener 1328 Lluís va entrar a Roma i va ser coronat emperador per l'ancià senador Sciarra Colonna, anomenat capità del poble romà. Tres mesos més tard, Lluís va publicar un decret declarant "Jacque de Cahors" (Papa Joan XXII), deposat per motius d'heretgia. Després va instal·lar un eclesiàstic franciscà, Pietro Rainalducci, com antipapa Nicolau V, però tots dos van fugir de Roma l'agost de 1328, després que Robert, rei de Nàpols, va enviar una flota i un exèrcit alhora contra ells. En compliment d'un jurament, al seu retorn d'Itàlia Lluís va fundar l'abadia d'Ettal el 28 d'abril de 1330.
Filòsofs com Michele di Cesena, Marsilio di Pàdua i Guillem d'Occam qui va advocar per una forma de separació església-estat, tenien males relacions amb el Papa i van quedar sota protecció de Lluís a la cort imperial a Múnic.
El fracàs de les negociacions posteriors amb el papat el 1338 va conduir a la declaració en Rhense per sis electors en el sentit que l'elecció per tots o la majoria dels electors automàticament conferia el títol real i dret governar sobre l'imperi, sense confirmació papal.
Lluís també es va aliar el 1337 amb Eduard III d'Anglaterra contra Felip VI de França, el protector del nou papa Benet XII a Avinyó. Felip havia impedit qualsevol acord entre l'emperador i el papa. El 1338 Eduard III va ser el convidat de l'emperador a la Dieta Imperial al Kastorkirche a Coblença i va ser nomenat vicari general del Sacre Imperi Romanogermànic. El 1341 Lluís va abandonar l'aliança amb Eduard i, encara que només temporalment, va arribar a un acord amb Felip; els pagaments que s'esperava dels anglesos no havien arribat i Lluís intentava d'arribar a un acord amb el Papa un cop més.

### Privilegis imperials
Lluís IV va ser un protector dels Cavallers Teutònics. El 1337 suposadament va atorgar a l'Orde Teutònic un privilegi per conquerir Lituània i Rússia, tot i que l'Ordre havia sol·licitat només per tres petits territoris. Més tard es va prohibir a l'Ordre anar a judici davant tribunals estrangers en els seus conflictes territorials amb els governants fornais.
Lluís també va concentrar les seves energies en el desenvolupament econòmic de les ciutats de l'imperi, de manera que el seu nom figura en les cròniques de moltes ciutats pels privilegis que va concedir. El 1330 l'emperador va concedir la fira de Frankfurt del Main, i el 1340 Lübeck, com el membre més poderós de la Lliga Hanseàtica va ser la primera ciutat de l'imperi autoritzada a encunyar florins d'or.

### Política dinàstica
El 1323 Lluís va donar Brandenburg com a feu al seu fill gran, Lluís V. Amb el tractat de Pavia l'emperador va retornar el Palatinat conjuntament als fills de Rodolf, els seus nebots Rodolf II i Robert I el 1329. El ducat de Caríntia va ser lliurat com a feu imperial el 2 de maig de 1335 a Linz, als seus parents Habsburg, Albert II i Otó, ducs d'Àustria.
Amb la mort del duc Joan I de la Baixa Baviera el 1340 Lluís va heretar aquesta part del ducat de Baviera que va reunificar. La mare de Joan, membre de la dinastia dels Luxemburg, va haver de tornar a Bohèmia. El 1342 Lluís també va adquirir Tirol per als Wittelsbach anul·lant el primer matrimoni de la comtessa Margarida Maultasch amb Joan Enric de Bohèmia i casant-la amb el seu propi fill Lluís V, debilitant així la casa de Luxemburg encara més.
En 1345 l'emperador es va enfrontar als prínceps laics al conferir la investidura dels comtats d'Hainaut, Holanda, Zelanda i Frísia a la seva dona Margarida d'Holanda. Els títols hereditaris de les germanes de Margarida, una de les quals era la reina d'Anglaterra, van ser ignorats. A causa de l'hostilitat perillosa dels Luxemburg, Lluís augmentava la seva base de poder sense pietat.

### Conflicte amb Luxemburg
L'adquisició d'aquests territoris i la seva política exterior inquieta, li havia guanyat enemics entre molts dels prínceps alemanys. L'estiu de 1346 a Luxemburg, Carles IV (després rei Carles de Bohèmia) va ser triat com a rei rival, amb el suport del papa Climent VI. Lluís va obtenir molt de suport de les ciutats imperials lliures i dels cavallers i va resistir amb èxit a Carles, que va ser àmpliament considerat com un titella papal ("rex clericorum", com diu d'ell Guillem d'Ockham). També els ducs d'Habsburg es va mantenir lleials a Lluís. En la batalla de Crécy el pare de Carles, Joan de Bohèmia de la casa dels Luxemburg, va ser assassinat; el mateix Carles també va prendre part en la batalla, però es va poder escapar.
Però llavors la mort sobtada de Lluís va evitar una llarga guerra civil. Lluís va morir l'octubre de 1347 en caure del cavall després de patir un vessament cerebral durant una cacera d'ossos a Puch, prop de Fürstenfeldbruck. Està enterrat a l'església de la Mare de Déu de Múnic. Els fills de Lluís van fer costat a Günther de Schwarzburg com a rei rival de Carles, però finalment es van unir al partit Luxemburg després de la mort prematura de Günther el 1349 i es van dividir les possessions Wittelsbach entre ells una segona vegada (1349). En la continuació del conflicte de la casa de Wittelsbach amb la casa de Luxemburg, la família Wittelsbach va tornar al poder al Sacre Imperi Romanogermànic el 1400 amb el rei Rupert o Robert d'Alemanya, un rebesnebot de Lluís.